# Gmina Vastse-Kuuste
Gmina Vastse-Kuuste (est. Vastse-Kuuste vald) – gmina wiejska w Estonii, w prowincji Põlva.
W skład gminy wchodzi:
- 1 miasto: Vastse-Kuuste,
- 10 wsi: Karilatsi, Kiidjärve, Koorvere, Leevijõe, Logina, Lootvina, Padari, Popsiküla, Valgemetsa, Vooreküla.